# Pascal Le Guern
 (avril 2010).
Si vous disposez d'ouvrages ou d'articles de référence ou si vous connaissez des sites web de qualité traitant du thème abordé ici, merci de compléter l'article en donnant les références utiles à sa vérifiabilité et en les liant à la section « Notes et références ».
Pour les articles homonymes, voir Le Guern.
Pascal Le Guern, né le 8 février 1968 à Quimper, est un journaliste et écrivain français.

## Biographie
- 1990, Pascal Le Guern commence sa carrière comme journaliste à Radio France Bretagne Ouest.
- 1992, Radio France Savoie.
- 1993, il est producteur à France Musique (Dépêches notes, des flashs quotidiens d’information musicale) et effectue des reportages pour France Inter (Chroniques Sauvages).

Parallèlement, il travaille à la télévision comme assistant réalisateur (La Chance aux chansons) et collabore à différentes émissions de TF1 (Faut pas pousser).
- 1998, Après quelques mois comme présentateur à RTL2, il est journaliste à Europe 1 pour présenter régulièrement[évasif] les journaux de 19 h et 22 h 30.
- 2000, il est journaliste à France Info. Pendant huit ans, il est responsable de différentes chroniques économiques (Partenaires d’entreprises, Initiatives d’entreprises, L’entreprise et vous). Depuis 2008, il traite des questions de consommation et de vie pratique dans Tout comprendre tous les jours.